# Масео Рігтерс
Масео Рігтерс (нід. Maceo Rigters, нар. 22 січня 1984, Амстердам) — нідерландський футболіст, що грав на позиції нападника.
Виступав, зокрема, за клуби «НАК Бреда» та «Віллем II», а також молодіжну збірну Нідерландів, з якою став молодіжним чемпіонатом Європи.

## Клубна кар'єра
Вихованець амстердамського футболу. Його першим клубом була команда ЗСГОВМС, а потім він потрапив до більшого клубу «Нерландія», де був помічений скаутами «Геренвена». Інтерес до юного футболіста виявляв також столичний «Аякс», але Рігтерс все ж таки вибрав фризський клуб, де 2003 року і розпочав свою дорослу кар'єру, взявши участь у 2 матчах Ередивізі.
Не маючи достатньої ігрової практики у вищому дивізіоні протягом першої половини сезону 2004/05 років Рігтерс захищав кольори клубу «Дордрехт» з Еерстедивізі, де забив 8 голів у 17 іграх, чим привернув увагу представників тренерського штабу вищолігового клубу «НАК Бреда», до складу якого приєднався у січні 2005 року. Відіграв за команду з Бреди наступні два з половиною сезони своєї ігрової кар'єри. Більшість часу, проведеного у складі «НАК Бреда», був основним гравцем атакувальної ланки команди.
2 липня 2007 року після вдалого виступу на молодіжному чемпіонаті Європи Рігтерс перейшов у англійський «Блекберн Роверз», підписавши із клубом контракт на чотири роки. 22 липня у матчі Кубка Інтертото проти литовської «Ветри» Масео дебютував за новий клуб, на 65-й хвилині замінивши Бенні Маккарті. 29 вересня в поєдинку проти «Сандерленда» Рігтерс дебютував за клуб у англійській Прем'єр-лізі. Втім у елітному дивізіоні нідерландець закріпитись не зумів, тому з 2008 року грав на правах оренди за нижчолігові англійські клуби «Норвіч Сіті» та «Барнслі», а також на батьківщині за «Віллем II». 1 липня 2011 року закінчився контракт Рігтерса з «Роверз», і він став вільним агентом.
Завершив ігрову кар'єру у австралійській команді «Голд-Кост Юнайтед», за яку виступав протягом сезону 2011/12 років.

## Виступи за збірну
Протягом 2005—2007 років залучався до складу молодіжної збірної Нідерландів. З командою брав участь у домашньому молодіжному чемпіонаті Європи 2007 року. На турнірі він відзначився голами у матчах групового етапу проти однолітків з Португалії (2:1) та Бельгії (2:2), чим допоміг команді вийти у півфінал. Там у грі проти Англії (1:1) Масео забив м'яч наприкінці зустрічі, який перевів гру у додатковий час, а в серії пенальті нападник реалізував свою і допоміг пройти далі, за що був визнаний найкращим гравцем матчу. Рігтерс також відзначився голом у фінальній зустрічі проти Сербії (4:1) та допоміг збірній стати чемпіонами Європи, а також з 4 голами у 5 іграх став найкращим бомбардиром турніру та був включений до символічної збірної чемпіонату. Всього на молодіжному рівні зіграв у 9 офіційних матчах, забив 6 голів.

## Статистика виступів

### Статистика клубних виступів
| Сезон   | Клуб                | Ліга                    | Ігор | Голів |
| ------- | ------------------- | ----------------------- | ---- | ----- |
| 2003–04 | «Геренвен»          | Ередивізі               | 2    | 0     |
| 2004–05 | «Дордрехт»          | Еерстедивізі            | 17   | 8     |
| 2004–05 | «НАК Бреда»         | Ередивізі               | 5    | 0     |
| 2005–06 | «НАК Бреда»         | Ередивізі               | 24   | 2     |
| 2006–07 | «НАК Бреда»         | Ередивізі               | 32   | 3     |
| 2007–08 | «Блекберн Роверз»   | Англійська Прем'єр-ліга | 2    | 0     |
| 2007–08 | «Норвіч Сіті»       | Чемпіоншип              | 2    | 0     |
| 2008–09 | «Барнслі»           | Чемпіоншип              | 19   | 0     |
| 2010–11 | «Віллем II»         | Ередивізі               | 28   | 5     |
| 2011–12 | «Голд-Кост Юнайтед» | A-Ліга                  | 22   | 4     |
| Всього  |                     |                         | 131  | 18    |

## Титули і досягнення
- Чемпіон Європи серед молодіжних команд (1):

Нідерланди U-21: 2007

### Індивідуальні
- Найкращий бомбардир молодіжного чемпіонату Європи: 2007 (4 голи)[6]
- У символічній збірній молодіжного чемпіонату Європи: 2007[7]